# Distrito de Tandridge
Tandridge es un distrito no metropolitano del condado de Surrey (Inglaterra). Fue constituido el 1 de abril de 1974 bajo la Ley de Gobierno Local de 1972 como una fusión de los distritos rurales de Caterham and Warlingham y Godstone.

## Geografía
Tiene una superficie de 248,19 km².

## Demografía
Según el censo de 2001, Tandridge tenía 79 267 habitantes (48,14% varones, 51,86% mujeres) y una densidad de población de 319,38 hab/km². El 20,26% eran menores de 16 años, el 71,54% tenían entre 16 y 74, y el 8,2% eran mayores de 74. La media de edad era de 40,02 años. 
Según su grupo étnico, el 96,94% de los habitantes eran blancos, el 1,06% mestizos, el 0,95% asiáticos, el 0,48% negros, el 0,37% chinos, y el 0,2% de cualquier otro. La mayor parte (92,69%) eran originarios del Reino Unido. El resto de países europeos englobaban al 2,92% de la población, mientras que el 1,49% había nacido en África, el 1,53% en Asia, el 0,73% en América del Norte, el 0,13% en América del Sur, el 0,48% en Oceanía, y el 0,04% en cualquier otro lugar. El cristianismo era profesado por el 76,18%, el budismo por el 0,22%, el hinduismo por el 0,45%, el judaísmo por el 0,55%, el islam por el 0,52%, el sijismo por el 0,05%, y cualquier otra religión por el 0,55%. El 14,94% no eran religiosos y el 6,87% no marcaron ninguna opción en el censo.